# Léontine Le Leuch
Léontine Le Leuch (née Marie Léontine Pellot) le 19 août 1872 à Rethel, où elle est morte le 25 juillet 1968, est une grande figure de la résistance française, agent secret en territoire occupé lors de la Première Guerre mondiale. Arrêtée en novembre 1915, elle est condamnée à mort par les Allemands, puis graciée par intervention du Saint-Siège et condamnée aux travaux forcés à perpétuité. Elle est libérée à l'Armistice.

## Biographie
Fille de Jean-Louis Pellot, inventeur génial qui reçut de nombreuses récompenses pour ses innovations mécaniques, et de Marie Amélie Pellot, Léontine naît dans les Ardennes en 1872.
Elle épouse Henry Le Leuch le 18 décembre 1894 à Rethel et de leur union naissent trois enfants :
- Louis Léon Émile Le Leuch en 1895
- André Henri Le Leuch en 1897
- Madeleine Le Leuch en 1904[1]

## Grande Guerre
Au printemps de 1914, le capitaine Antoine Müller, ancien chef de service des renseignements à l'état-major de la place d’Épinal, se rend à Charleville à la recherche de personnes sûres capables d'obtenir des informations concernant les mouvements de l'armée allemande autour des Ardennes et d'en informer l'état-major français. Il rencontre Henry Le Leuch afin de mettre en place un tel dispositif.
Le 26 août 1914, lors de l'exode des Belges et des Français de l'Est, la famille Le Leuch se rend dans la Ville des Sacres pour fuir les atrocités commises par les Allemands sur les populations civiles mais elle retourne s'installer à Charleville deux semaines plus tard.
La famille Le Leuch monte une équipe d'agents dont les missions sont multiples: rapatriement en France libre de soldats, de jeunes hommes, de prisonniers évadés, après les avoir cachés, ravitaillés, dotés d'argent et de faux papiers; renseignement de toutes sortes; sur le GQG allemand, le Kaiser, le Kronprinz, les cibles à bombarder, etc.
Henry devient responsable des services de « Reconnaissance et Destructions » de l'Armée française. Il implante, à Rotterdam, une antenne chargée d'organiser et de soutenir les agents alliés agissant en territoire occupé, ou au besoin de les envoyer en mission spéciale. Des pigeons-voyageurs ardennais font circuler les informations entre les différentes antennes des services de renseignement et Henry, sous de fausses identités, effectue plusieurs missions en zone occupée tandis qu'à Charleville, Léontine reçoit les missives et rédige les rapports de renseignement pour l'état-major, à la main, sur la table de sa cuisine.
Mme Le Leuch ravitaille également des groupes de soldats français cachés dans les forêts et facilite le passage d'agents vers la Hollande. Elle pousse ses deux fils Louis et André à s'évader pour aller servir l'Armée française au Front.
Le 25 juin 1915, apprenant qu'ils sont recherchés par les Allemands, Léontine et Henry Le Leuch quittent Charleville pour la Hollande, après avoir confié leur fille Madeleine, âgée de onze ans, à des familiers. De là, ils espèrent pouvoir regagner la France libre où leurs deux fils Louis et André sont déjà partis pour combattre. Mais sur la route, n'écoutant que son cœur de mère, Léontine annonce à son mari qu'elle ne peut pas laisser leur fille Madeleine derrière elle. Les époux se séparent alors sans savoir qu'ils ne se reverraient plus avant la fin de la guerre. Léontine retourne à Charleville, ignorant que les services allemands y détiennent un rapport de dix pages des services secrets français, écrit de sa main.

## Peine de mort
Alors que Léontine vient de retrouver sa fille Madeleine à Charleville, les Allemands opèrent une vaste opération de contre-espionnage dans la région. Obtenant plusieurs dénonciations et certains aveux, l'identité d'une partie des agents secrets est mise à jour. Le 6 septembre 1915, les Allemands perquisitionnent la maison Le Leuch et arrêtent Léontine. Le soir-même, elle est conduite à la prison de Mézières avec d'autres membres des équipes de résistants.
Le 6 novembre 1915, le Conseil de guerre la condamne à la peine de mort pour espionnage et pour avoir réceptionné un agent de renseignement français parachuté en avion: René Robert.
Courageuse et digne, Léontine refuse de demander un recours en grâce.
Elle refuse également de livrer aux Allemands aucun nom d'agents français, ni aucune information concernant leurs missions et activités.
Après deux mois d'incarcération à Mézières, on lui annonce le 4 janvier 1916 qu'elle vient d'être graciée par l'intervention du pape Benoît XV qui s'émut de ce que l'empereur Guillaume II fît exécuter des femmes. Les Allemands commuent alors la peine de mort en une condamnation aux travaux forcés à perpétuité. Le journal des Ardennes publie : « Grâce à de nombreuses démarches des autorités municipales et religieuses et des dames de Charleville, la peine de Madame Le Leuch fut commuée en réclusion perpétuelle. » Le 13 janvier, Léontine est envoyée en Silésie, une région alors ravagée par le typhus. Elle est incarcérée dans la prison de Jauer.
Le 20 mars, elle est transférée en Saxe, à Delitzsch.
Au mois de juin 1916, le Préfet des Ardennes, Pierre Népoty, adresse une supplique au roi Alphonse XIII d'Espagne, demandant « de consentir à employer auprès du gouvernement allemand sa bienveillante autorité » afin de réduire la captivité de Léontine et de permettre à sa fille Madeleine, demeurée à Charleville, de gagner la France libre pour y vivre auprès de son oncle Louis Le Leuch, initiateur de la demande.
Léontine est définitivement libérée quelques jours après l'armistice, le 20 novembre 1918.

## L'Armistice
De retour en France, Léontine est décorée de la Croix de guerre. Elle est la première et seule femme citée à l'ordre de l'armée, le 7 mai 1919, avec la mention suivante : « Animée du plus pur patriotisme, Madame Le Leuch a rendu des services exceptionnels au cours de la campagne. Condamnée à mort par les Allemands, a montré un courage et une dignité admirables en se refusant à demander son recours en grâce. Sa peine ayant été commuée en celle des travaux forcés à perpétuité, n'a été libérée qu'après la signature de l'armistice ». En avril 1920, Léontine Le Leuch témoigne lors du procès pour Intelligence avec l'Ennemi de Mme Hélène Lévy, à Amiens.